# Dysauxes innotata
Dysauxes innotata là một loài bướm đêm thuộc phân họ Arctiinae, họ Erebidae.